# Mistrzostwa Świata Juniorów w Łyżwiarstwie Figurowym 2025
Mistrzostwa świata juniorów w łyżwiarstwie figurowym 2025 – zawody rangi mistrzowskiej w łyżwiarstwie figurowym w kategorii juniorów, które odbyły się w dniach od 25 lutego do 2 marca 2025 w hali Főnix Aréna w Debreczynie na Węgrzech.

## Kwalifikacje
W zawodach mogli wziąć udział zawodnicy, którzy przed dniem 1 lipca 2024 roku: ukończyli 13 lat, ale nie mieli więcej niż 19 lat (21 lat w przypadku łyżwiarzy w parach sportowych i tanecznych). Liczba dopuszczonych do startu zawodników z poszczególnych krajów była uzależniona od miejsc, jakie reprezentanci zdobyli na ubiegłorocznych mistrzostwach. Decyzję o imiennym przydziale miejsc kraje podejmowały indywidualnie. Jednakże jednym z warunków, jaki musieli spełnić wskazani zawodnicy było osiągnięcie minimalnej łącznej oceny technicznej.	
| Soliści       | 80 |
| Solistki      | 72 |
| Pary sportowe | 63 |
| Pary taneczne | 71 |

Na podstawie wyników mistrzostw świata juniorów 2024, reprezentacje miał prawo zgłosić następującą liczbę zawodników/par w poszczególnych konkurencjach:
| Liczba zawodników | Soliści                                                                     | Solistki                                                                                            | Pary sportowe                       | Pary taneczne                      |
| ----------------- | --------------------------------------------------------------------------- | --------------------------------------------------------------------------------------------------- | ----------------------------------- | ---------------------------------- |
| 3                 | Japonia · Korea Południowa                                                  | Japonia                                                                                             | Kanada · Gruzja · Stany Zjednoczone | Izrael · Stany Zjednoczone         |
| 2                 | Kanada · Estonia · Francja · Wielka Brytania · Słowacja · Stany Zjednoczone | Kanada · Estonia · Finlandia · Francja · Włochy · Korea Południowa · Szwajcaria · Stany Zjednoczone | Czechy · Francja · Włochy · Ukraina | Kanada · Francja · Niemcy · Włochy |
| 1                 | Pozostałe kraje                                                             | Pozostałe kraje                                                                                     | Pozostałe kraje                     | Pozostałe kraje                    |

## Terminarz
| Data      | Godzina | Konkurencja   | Segment          |
| --------- | ------- | ------------- | ---------------- |
| 26 lutego | 11:00   | Soliści       | Program krótki   |
| 26 lutego | 17:45   | Pary taneczne | Taniec rytmiczny |
| 27 lutego | 11:00   | Solistki      | Program krótki   |
| 27 lutego | 18:45   | Pary taneczne | Taniec dowolny   |
| 28 lutego | 14:00   | Pary sportowe | Program krótki   |
| 28 lutego | 18:00   | Soliści       | Program dowolny  |
| 1 marca   | 13:00   | Solistki      | Program dowolny  |
| 1 marca   | 17:15   | Pary sportowe | Program dowolny  |

## Medaliści

### Nota łączna
Medaliści mistrzostw po zsumowaniu punktów za oba programy/tańce w poszczególnych konkurencjach:
| Konkurencja   | Złoto                                   | Srebro                                  | Brąz                                           |
| Soliści       | Rio Nakata                              | Seo Min-kyu                             | Adam Hagara                                    |
| Solistki      | Mao Shimada                             | Shin Ji-a                               | Elyce Lin-Gracey                               |
| Pary sportowe | Anastasija Mietiołkina / Łuka Bieruława | Sofija Holiczenko / Artem Darenskyi     | Martina Ariano Kent / Charly Laliberté-Laurent |
| Pary taneczne | Noemi Maria Tali / Noah Lafornara       | Katarina Wolfkostin / Dimitry Tsarevski | Darya Grimm / Michail Savitskiy                |

### Program/taniec dowolny
Zdobywcy małych medali za drugi segment zawodów tj. program/taniec dowolny:	
| Konkurencja   | Złoto                                   | Srebro                                  | Brąz                                           |
| Soliści       | Rio Nakata                              | Seo Min-kyu                             | Adam Hagara                                    |
| Solistki      | Mao Shimada                             | Shin Ji-a                               | Elyce Lin-Gracey                               |
| Pary sportowe | Anastasija Mietiołkina / Łuka Bieruława | Sofija Holiczenko / Artem Darenskyi     | Martina Ariano Kent / Charly Laliberté-Laurent |
| Pary taneczne | Noemi Maria Tali / Noah Lafornara       | Katarina Wolfkostin / Dimitry Tsarevski | Darya Grimm / Michail Savitskiy                |

### Program krótki/taniec rytmiczny
Zdobywcy małych medali za pierwszy segment zawodów tj. program krótki lub taniec rytmiczny:	
| Konkurencja   | Złoto                                   | Srebro                                  | Brąz                            |
| Soliści       | Seo Min-kyu                             | Rio Nakata                              | Jacob Sanchez                   |
| Solistki      | Mao Shimada                             | Inga Gurgenidze                         | Ami Nakai                       |
| Pary sportowe | Anastasija Mietiołkina / Łuka Bieruława | Sofija Holiczenko / Artem Darenskyi     | Zhang Jiaxuan / Huang Yihang    |
| Pary taneczne | Noemi Maria Tali / Noah Lafornara       | Katarina Wolfkostin / Dimitry Tsarevski | Darya Grimm / Michail Savitskiy |